# Моя провина: Лондон
«Моя провина: Лондон» — британська романтична драма 2025 року режисерів Дені Ґірдвуд і Шарлотти Фасслер за сценарієм Меліси Осборн. У головних ролях: Аша Бенкс, Метью Брум, Єва Маклін, Рей Фірон, Сем Б'юкенен і Джейсон Флемінг. Фільм є ремейком іспанського фільму 2023 року «Моя вина», заснованого на романі Culpa mía Мерседес Рон. Він вийшов на Amazon Prime Video 13 лютого 2025 року.

## Сюжет
Ноа — дівчинка-підліток, яка переїжджає зі своєю матір'ю Еллою з Флориди до Лондона, щоб жити зі своїм новим вітчимом Вільямом. Після прибуття Ноа зустрічає її зведеного брата Ніка, і між ними відразу виникає пристрасть. Ноа проводить літо, пристосовуючись до свого нового життя, знаходячи нових друзів та будуючи з Ніком стосунки. Ноа буде змушена зіткнутися зі своїм руйнівним минулим, коли вперше закохується. 

## У ролях
Головні ролі зіграли Аша Бенкс і Меттью Брум, а також Рей Фірон, Джейсон Флемінг, Єва Маклін, Енва Льюїс, Керім Хассан, Сем Б'юкенен, Амелія Кенворті та Гаррі Гілбі  .

## Виробництво
Фільм є екранізацією першої книги аргентинської письменниці Мерседес Рон «Винуватці». Режисери фільму: Дені Гірдвуд і Шарлотта Фасслер. Сценарій написала Мелісса Осборн. Продюсерами фільму є Бен П’ю та Еріка Стейнберг. 
Основну зйомку було завершено до травня 2024 року. 

## Реліз
Фільм вийшов на Amazon MGM Studios через їхній сервіс Prime Video 13 лютого 2025 року. 

## Зовнішні посилання
- Офіційний сайт on Amazon Prime Video
- Моя провина: Лондон на сайті IMDb (англ.)